# Thunnus albacares
Thunnus albacares  (Bonnaterre, 1788), conhecido pelos nomes comuns de albacora, albacora-da-lage, albacora-cachorra (Brasil), atum-amarelo (do inglês "yellowfin"), atum-oledê (São Tomé e Príncipe), atum-de-galha-à-ré (Cabo Verde), rabão (Angola) e rabo-seco (Cabo Verde), é uma espécie de atum com distribuição natural alargada nas água tropicais e subtropicais de todos os oceanos, com exceção do Mediterrâneo, mar Vermelho e mar da China Meridional.

## Descrição
É um peixe de grande tamanho, atingindo um peso de 200 kg, mas de crescimento rápido, com uma idade máxima estimada em nove anos. Tem um comportamento pelágico, forma cardumes por tamanhos, mas podendo juntar-se com outras espécies; os tamanhos maiores são frequentemente vistos com golfinhos. A reprodução ocorre principalmente no verão; ovos e larvas planctónicos.
Tem a segunda barbatana (nadadeira) dorsal e a anal muito grandes (donde o nome “galha-a-ré) e amarelas. O corpo é azul escuro no dorso, tornando-se gradualmente amarelo a branco na barriga.
Tem grande importância para a pesca, sendo comercializado congelado, enlatado, fresco ou fumado; atinge um valor elevado para a produção de sashimi. As capturas aumentaram exponencialmente desde meados do século XX até 2003, quando atingiram cerca de 1,5 milhões de toneladas mundialmente; a partir desse ano, as capturas mostram uma tendência decrescente. O método de pesca mais empregue para esta espécie é o palangre de profundidade, operado principalmente por frotas do Japão, Coreia do Sul e Taiwan; a área de pesca mais produtiva é o Pacífico equatorial.